# Quận Mercer, West Virginia
Quận Mercer là một quận thuộc tiểu bang West Virginia, Hoa Kỳ. Theo điều tra dân số năm 2000 của Cục điều tra dân số Hoa Kỳ, quận có dân số là 62264 người 2. Quận lỵ đóng ở phía nam bang West Virginia. 6

## Địa lý
Theo Cục điều tra dân số Hoa Kỳ, quận có tổng diện tích 1090 km2, trong đó có 2 km2 là diện tích mặt nước.

## Thông tin nhân khẩu
Theo điều tra dân số 2 năm 2000, quận đã có dân số 62.980 người, 26.509 hộ gia đình, và 17.946 gia đình sống trong quận hạt. Mật độ dân số là 150 người trên một dặm vuông (58/kmТВ). Có 30.143 đơn vị nhà ở với mật độ trung bình là 72 trên một dặm vuông (28/kmТВ). Cơ cấu dân tộc của cư dân sinh sống ở quận này bao gồm 92,56% người da trắng, 5,82% da đen hay Mỹ gốc Phi, 0,19% người Mỹ bản xứ, 0,46% châu Á, Thái Bình Dương 0,01%, 0,10% từ các chủng tộc khác, và 0,85% từ hai hoặc nhiều chủng tộc. 0,45% dân số là người Hispanic hay Latino thuộc một chủng tộc nào.
Có 26.509 hộ, trong đó 26,70% có trẻ em dưới 18 tuổi sống chung với họ, 53,00% là đôi vợ chồng sống với nhau, 11,20% có nữ hộ và không có chồng, và 32,30% là không lập gia đình. 28,70% hộ gia đình đã được tạo ra từ các cá nhân và 13,60% có người sống một mình 65 tuổi hoặc cao tuổi hơn. Cỡ hộ trung bình là 2,33 và cỡ gia đình trung bình là 2,85.
Trong quận, dân số đã được trải ra với 21,10% dưới độ tuổi 18, 9,80% 18-24, 26,20% 25-44, 25,50% từ 45 đến 64, và 17,40% từ 65 tuổi trở lên đã được những người. Độ tuổi trung bình là 40 năm. Đối với mỗi 100 nữ có 91,10 nam giới. Đối với mỗi 100 nữ 18 tuổi trở lên, đã có 87,70 nam giới.
Thu nhập trung bình cho một hộ gia đình trong đã đạt mức USD 26.628, và thu nhập trung bình cho một gia đình là USD 33.524. Phái nam có thu nhập trung bình USD 29.243 so với 19.013 USD của phái nữ. Thu nhập bình quân đầu người là 15.564 USD. Có 14,70% gia đình và 19,70% dân số sống dưới mức nghèo khổ, bao gồm 28,90% những người dưới 18 tuổi và 12,70% của những người 65 tuổi hoặc hơn.